# Педро Беј (Аљаска)
Педро Беј (енгл. Pedro Bay) насељено је место без административног статуса у америчкој савезној држави Аљаска.

## Демографија
По попису из 2010. године број становника је 42, што је 8 (-16,0%) становника мање него 2000. године.
| Група             | 2000.      | 2010.      |
| Белци             | 18 (36,0%) | 12 (28,6%) |
| Афроамериканци    | 0 (0,0%)   | 0 (0,0%)   |
| Азијати           | 0 (0,0%)   | 0 (0,0%)   |
| Хиспаноамериканци | 0 (0,0%)   | 0 (0,0%)   |
| Укупно            | 50         | 42         |